# Strażnica Straży Granicznej w Skryhiczynie
Strażnica Straży Granicznej w Skryhiczynie imienia gen. Jana Wojciecha Kiwerskiego – zlikwidowana graniczna jednostka organizacyjna Straży Granicznej realizująca zadania bezpośrednio w ochronie granicy państwowej z Ukrainą.

## Formowanie i zmiany organizacyjne
Strażnica Straży Granicznej w Skryhiczynie (Strażnica SG w Skryhiczynie) została utworzona 17 grudnia 1997 roku w miejscowości Skryhiczyn, zarządzeniem Komendanta Głównego Straży Granicznej, w strukturach Nadbużańskiego Oddziału Straży Granicznej w Chełmie.
Zamysł wybudowania Strażnicy SG w Skryhiczynie był odpowiedzią na potrzeby uszczelnienia granicy państwowej. Do realizacji inwestycji przystąpiono w 1995 roku, kiedy to przyjęto od Kuratorium Oświaty budynek po nieistniejącej już szkole podstawowej. Budynek oddano do użytku 12 grudnia 1997 roku.
W wyniku realizacji kolejnego etapu zmian organizacyjnych w Straży Granicznej w 2002 roku, Strażnica SG w Skryhiczynie uzyskała status strażnicy SG I kategorii.
Jako Strażnica Straży Granicznej w Skryhiczynie funkcjonowała do 23 sierpnia 2005 roku i 24 sierpnia 2005 roku, Ustawą z 22 kwietnia 2005 roku O zmianie ustawy o Straży Granicznej..., została przekształcona na Placówkę Straży Granicznej w Skryhiczynie im. gen. Jana Wojciecha Kiwerskiego (PSG w Skryhiczynie) w strukturach Nadbużańskiego Oddziału Straży Granicznej.

## Ochrona granicy
Strażnica SG w Stryhiczynie ochrania wyłącznie odcinek granicy rzecznej z Ukrainą przebiegającą środkiem koryta rzeki granicznej Bug.

## Strażnice graniczne jednostki organizacyjne
- Strażnica SG w Dorohusku ⇔ Strażnica SG w Hrubieszowie – 17.12.1997[6].
- Strażnica SG w Dorohusku ⇔ Strażnica SG w Horodle – 17.10.2001[7]
- GPK SG w Dorohusku ⇔ Strażnica SG w Horodle – 02.01.2003[8].

## Komendanci strażnicy
- kpt. SG Mariusz Sądej (17.12.1997–2004)[9]
- kpt. SG Jan Wawron (2004–24.08.2005)[9] – do przeformowania.

## Nadanie imienia strażnicy
Nadanie imienia strażnicy podano za: Roczniki Wydziału Nauk Prawnych i Ekonomicznych KUL. W: Stanisław Dubaj: Patroni Nadbużańskiego Oddziału Straży Granicznej i Podległych Placówek SG – Tom VIII−IX, zeszyt 1 – 2012–2013. Lublin: Katolicki Uniwersytet Lubelski Jana Pawła II, 2013, s. 323, 325–327, 340.
Formalnie z wnioskiem o nadanie patronatu wystąpił kpt. SG Mariusz Sądej komendant strażnicy SG w Skryhiczynie, a komendant Nadbużańskiego Oddziału płk SG Józef Biedroń nadał przedsięwzięciu bieg. W efekcie 18 września 1998 roku minister spraw wewnętrznych Janusz Tomaszewski nadał Strażnicy SG w Skryhiczynie imię „gen. Jana Wojciecha Kiwerskiego”. Uroczystość nadania imienia włączono do programu XVIII Zjazdu Żołnierzy 27 WDP AK, który odbył się w dniach 17–19 września 1998 roku w Dubience. 18 września, odbyła się uroczystość nadania jej imienia gen. Jana Wojciecha Kiwerskiego „Oliwy”, dowódcy „27”. Odsłonięto także tablicę pamiątkową poświęconą generałowi. Aktu tego dokonali: Wojciech Brochwicz – przedstawiciel rządu,  Anna Bańkowska – siostra gen. Kiwerskiego, Andrzej Żupański – prezes Okręgu Wołyńskiego SZŻ AK. W strażnicy urządzono Izbę Pamięci i wystawę poświęconą˛ gen. „Oliwie” autorstwa Zbigniewa Starzyńskiego [...]. Uczniowie klas pierwszych liceum w Dubience złożyli ślubowanie na wierność Ojczyźnie i pilność w zdobywaniu wiedzy (Strażnica SG w Skryhiczynie˛ współpracowała z LO w Dubience, gdzie funkcjonariusze SG prowadzili zajęcia w klasach o profilu granicznym).